# USS Whipple (DD-217)
USS Whipple (DD- 217/AG-117) là một tàu khu trục lớp Clemson được Hải quân Hoa Kỳ chế tạo vào cuối Chiến tranh Thế giới thứ nhất, và đã tiếp tục phục vụ trong Chiến tranh Thế giới thứ Hai cho đến khi xung đột kết thúc. Nó là chiếc tàu chiến thứ hai của Hải quân Hoa Kỳ được đặt tên theo Thiếu tướng Hải quân Abraham Whipple (1733-1819), người từng phục vụ trong Hải quân Lục địa.

## Thiết kế và chế tạo
Whipple được đặt lườn vào ngày 12 tháng 6 năm 1919 tại xưởng tàu của hãng William Cramp and Sons ở Philadelphia. Nó được hạ thủy vào ngày 6 tháng 11 năm 1919, được đỡ đầu bởi bà Gladys V. Mulvey, một hậu duệ của Thiếu tướng Whipple; và được đưa ra hoạt động vào ngày 23 tháng 4 năm 1920 dưới quyền chỉ huy của Hạm trưởng, Đại úy Hải quân Richard F. Bernard.

## Lịch sử hoạt động

### Giữa hai cuộc thế chiến
Sau khi hoàn tất chạy thử máy huấn luyện ngoài khơi vịnh Guantánamo, Cuba, Whipple quay trở về Philadelphia để sửa chữa sau thử máy. Nó khởi hành đi sang khu vực Cận Đông vào ngày 29 tháng 5 năm 1920, đi đến Constantinople, Thổ Nhĩ Kỳ vào ngày 13 tháng 6. Trong tám tháng tiếp theo, nó hoạt động tại khu vực Hắc Hải và Đông Địa Trung Hải dưới quyền chỉ huy chung của Đô đốc Mark L. Bristol, Tư lệnh Lực lượng Hải quân Hoa Kỳ tại vùng biển Cận Đông. Toàn bộ khu vực này vào lúc đó đầy những biến động và xáo trộn do sự kết thúc của Chiến tranh Thế giới thứ nhất. Nó đã chuyển thư tín cho tàu khu trục Chandler tại Samsun, Thổ Nhĩ Kỳ vào ngày 16 tháng 6, và đưa lên bờ các đại diện của công ty British American Tobacco mà nó đón lên tàu tại Constantinople. Sau đó nó viếng thăm Sevastopol ở Crimea thuộc Nga và Constanţa, Romania. Bất ngờ được lệnh đi đến Batum, Georgia, Whipple rời Samsun ngày 6 tháng 7 và di chuyển với tốc độ 30 kn (56 km/h) để đến nơi vào ngày hôm sau. Tại đây nó tham gia lễ khai sinh một cách hòa bình nước Cộng hòa Dân chủ Georgia, khi binh lính Anh và Pháp trao thành phố lại cho lực lượng Bạch vệ Nga.
Sau đó Whipple hướng về phía Nam cho một chuyến đi ngắn dọc bờ biển, viếng thăm Beirut và Damascus, Syria cùng Port Said, Ai Cập trước khi quay trở về Constantinople vào ngày 18 tháng 8. Đang khi thực hiện chuyến đi này, Hải quân Mỹ áp dụng chính sách đặt số ký hiệu lườn tàu, và Whipple được xếp lại lớp với ký hiệu DD-217 vào ngày 17 tháng 7 năm 1920. Nó tiếp nối các hoạt động thường lệ tại Hắc Hải, vận chuyển thư tín và nhân sự đến các cảng và khảo sát tình hình tại các cảng Romania, Nga và phần châu Á Thổ Nhĩ Kỳ mà nó ghé thăm. Đang trên đường đi vào ngày 19 tháng 10, nó nhận được tín hiệu cầu cứu từ chiếc tàu hơi nước Hy Lạp Thetis, và đã lập tức đi đến trợ giúp con tàu bị mắc cạn ngoài khơi Constanţa. Sau mười giờ, chiếc tàu khu trục đã thành công trong việc giải cứu Thetis. Nó sau đó giúp đưa chiếc tàu hơi nước Mỹ SS Haddon bị hư hỏng quay trở lại Constantinople, và đang khi được tiếp nhiên liệu tại Constanţa, nó được tin tức về việc lực lượng Bolshevik Nga đang tiến sát đến Crimea, trong khi lực lượng Bạch vệ Nga dưới quyền tướng Pyotr Wrangel phải rút lui về Sevastopol.
Whipple đi đến Sevastopol vào sáng ngày 14 tháng 11 để trình diện hoạt động cùng Phó đô đốc Newton A. McCully, khi mà hàng trăm xuồng đầy ắp lính Bạch vệ di tản có mặt trong cảng. Cùng với Whipple còn có tàu tuần dương St. Louis cùng các tàu khu trục Overton và Humphreys túc trực để di tản những người được lựa chọn mang giấy thông hành của đô đốc McCully. Trong suốt thời gian nó lưu lại Sevastopol, các khẩu pháo của Whipple luôn xoay về phía thành phố và luôn được túc trực, trong khi các xuồng đưa người tị nạn lên tàu và đội đổ bộ luôn sẵn sàng để được tung ra khi cần thiết. Khi chiếc xuồng cuối cùng rời bờ, lực lượng Bolshevik tiến đến quảng trường chính và bắt đầu bắn vào lực lượng Bạch vệ đang rút lui; Whipple đã hoàn tất nhiệm vụ vừa kịp lúc. Sau đó nó kéo một xà lan chất đầy binh lính Bạch vệ bị thương ra khỏi tầm bắn của phe Bolshevik và chuyển gia việc kéo chiếc xà lan cho Humphreys. Là chiếc tàu Hoa Kỳ cuối cùng rời cảng, nó hướng đến Constantinople, hàng khách đầy cả trên boong lẫn dưới hầm tàu, không lương thực, nhiều người ốm và bị thương.
Sau khi đưa những người tị nạn lên bờ tại Constantinople, Whipple tiếp tục nhiệm vụ tàu trạm và chuyển thư tín cùng Lực lượng Hải quân Hoa Kỳ Cận Đông, và thực hiện vai trò này cho đến cuối năm 1920 và đầu năm 1921. Vào ngày 2 tháng 5 năm 1921, cùng với các tàu khu trục cùng đội, nó lên đường đi sang Viễn Đông, băng qua kênh đào Suez, và ghé qua Bombay, Ấn Độ; Colombo, Ceylon; Batavia, Java; Singapore và Sài Gòn, Đông Dương thuộc Pháp trên đường đi. Nó đi đến cảng nhà mới Cavite, Philippines, gần Manila, vào ngày 29 tháng 6. Trong bốn năm tiếp theo, nó phục vụ cùng Hạm đội Á Châu, biểu dương lực lượng và tuần tra sẵn sàng để bảo vệ tính mạng và tài sản của công dân Hoa Kỳ tại đất nước Trung Quốc đang trải qua nhiều cuộc biến động. Nó hoạt động ngoài khơi Cavite trong những tháng mùa Đông, tiến hành các cuộc thực tập chiến thuật, và tiến lên phía Bắc đến các cảng phía Bắc Trung Quốc trong mùa Xuân cho các hoạt động mùa Hè ngoài khơi Thanh Đảo.
Xung đột giữa các lãnh chúa địa phương chung quanh Thượng Hải vào cuối năm 1924 và đầu năm 1925 đã khiến Whipple được huy động để phục vụ như một tàu vận chuyển. Vào ngày 15 tháng 1 năm 1925, phân đội Thủy quân Lục chiến trên chiếc pháo hạm Sacramento đã được cho đổ bộ lên bờ để bảo vệ tài sản của Hoa Kỳ; trong khi cùng lúc đó một lực lượng viễn chinh Thủy quân Lục chiến dưới quyền chỉ huy của Đại tá James P. Schwerin được đón lên các tàu khu trục Whipple, Borie và Barker. Họ được đổ bộ lên bờ vào ngày 22 tháng 1 để thay phiên cho phân đội chỉ có 28 người của Sacramento.
Vào ngày 18 tháng 5 năm 1925, Whipple và đội của nó lên đường quay trở về Hoa Kỳ ngang qua Guam, Midway và Trân Châu Cảng, về đến San Diego vào ngày 17 tháng 6. Năm ngày sau, nó lên đường đi sang vùng bờ Đông Hoa Kỳ, đi đến Norfolk vào ngày 17 tháng 7. Sau đó nó hoạt động ngoài khơi vùng bờ Đông từ Maine đến Florida, cùng những chuyến đi đến vịnh Guantánamo để thực tập cơ động cùng hạm đội. Trong giai đoạn này, trong bốn lần khác nhau từ cuối năm 1926 đến đầu năm 1927, nó từng cho đổ bộ lực lượng lên bờ tại Nicaragua để bảo vệ tính mạng và tài sản của công dân Hoa Kỳ bị đe dọa bởi các vụ bạo động bất ổn tại đây.
Whipple rời Norfolk vào ngày 26 tháng 5 năm 1927 để bắt đầu một chuyến đi cùng đội của nó đến các cảng Bắc Âu. Sau đó nó đi về phía Nam cho một lượt hoạt động ngắn tại Địa Trung Hải trước khi rời Gibraltar vào ngày 29 tháng 1 năm 1928 để hướng đến Cuba. Nó thực hiện các hoạt động tại vùng biển Caribe từ vịnh Guantánamo cho đến ngày 26 tháng 3 khi nó lên đường đi sang vùng bờ Tây. Nó hoạt động tại khu vực Thái Bình Dương từ căn cứ khu trục ở San Diego, California cho đến ngày 1 tháng 8 năm 1929, khi nó khởi hành rời vùng bờ Tây đi sang Viễn Đông cho lượt phục vụ thứ hai cùng Hạm Đội Á Châu.
Whipple trải qua thập niên tiếp theo cùng Hạm đội Á Châu, quan sát diễn biến ngày càng căng thẳng do sự trỗi dậy của Nhật Bản tại Trung Quốc và vùng Viễn Đông nói chung. Nó tiếp nối nhịp điệu hoạt động trước đây cùng Hạm đội: tập trận mùa Đông tại vùng biển Philippines và cơ động mùa Hè ngoài khơi Thanh Đảo, Trung Quốc, cùng ghé thăm các cảng Trung Quốc dọc bờ biển trong các giai đoạn trung gian. Đang khi thực tập tại vịnh Subic vào mùa Xuân năm 1936, Whipple va chạm với tàu khu trục chị em Smith Thompson vào ngày 14 tháng 4. Chiếc tàu chị em bị hư hại nặng đến mức nó phải bị tháo dỡ; mũi tàu của Whipple cũng hư hại nặng đến mức phải thay thế bằng mũi tài còn nguyên vẹn của Smith Thompson.
Vào ngày 9 tháng 7 năm 1937, một hải đội nhỏ của Hạm đội Á Châu, bao gồm Whipple, Alden, Barker và Paul Jones, đã khởi hành từ Yên Đài vào ngày 24 tháng 7. Chúng gặp gỡ tàu tuần dương hạng nặng Augusta vào ngày 25 tháng 7 trên đường đi đến bờ biển phía Đông nước Nga, và đi đến Vladivostok, Liên Xô, vào ngày 28 tháng 7. Chuyến viếng thăm đầu tiên của các chiến hạm Hoa Kỳ lần đầu tiên kể từ khi thiết lập quan hệ ngoại giao với Liên Xô vào năm 1933 kéo dài cho đến ngày 1 tháng 8, khi các con tàu quay trở lại vùng biển Trung Quốc.
Trong khi đó, quan hệ giữa Nhật Bản và Trung Quốc ngày càng xấu đi, đặc biệt là tại vùng Đông Bắc Trung Quốc. Sự phản kháng bị kềm chế trong một thời gian dài đã bộc lộ thành xung đột qua sự kiện Lư Câu Kiều gần Bắc Kinh vào ngày 7 tháng 7 năm 1937, nhanh chóng trở thành một cuộc chiến tranh tại vùng lân cận. Trên đường quay trở về sau chuyến viếng thăm Liên Xô, Whipple nhận được tin xung đột giữa Trung Quốc và Nhật Bản lại nổ ra tại Thượng Hải, đẩy cuộc Chiến tranh Trung-Nhật sang một giai đoạn ác liệt hơn. Hạm đội tiếp tục nhiệm vụ quan sát cuộc xung đột, sẵn sàng cho việc triệt thoái công dân Hoa Kỳ khỏi các cảng Trung Quốc trong trường hợp cần thiết. Đến giữa năm 1938, khi chiến tranh lan rộng vào đất liền và dọc lên theo sông Dương Tử, Hạm đội quay trở lại hoạt động thường lệ. Cùng với đội của nó và tàu tiếp liệu Black Hawk, Whipple đã viếng thăm Bangkok, Xiêm La, vào tháng 6 năm 1938.
Trong diễn biến tiếp theo, Nhật Bản chiếm được hầu hết các thành phố và cảng quan trọng dọc bờ biển cũng như dọc theo hạ lưu sông Dương Tử, làm tăng mối nguy cơ đe dọa công dân nhiều nước phương Tây đang cố duy trì quyền lợi của họ tại Trung Quốc. Vào mùa Xuân năm 1939, một sự kiện như vậy diễn ra tại Hạ Môn, Trung Quốc, khi một tay súng Trung Quốc bắn vào một công dân Nhật Bản. Phía Nhật Bản phản ứng bằng cách cho đổ bộ Lực lượng Đổ bộ Đặc biệt Hải quân gần Tô giới quốc tế Cổ Lãng Tự; Anh Quốc và Hoa Kỳ cũng hành động tương tự, cho thủy quân lục chiến đổ bộ từ các tàu tuần dương hạng nhẹ HMS Birmingham và USS Marblehead, tương ứng. Vào tháng 9 năm 1939, Whipple phục vụ như là một tàu trạm tại Hạ Môn, đội đổ bộ của nó được cho lên bờ, và Tư lệnh của Lực lượng Tuần tra Nam Trung Quốc, Đại tá Hải quân John T. G. Stapler, đã có mặt trên tàu.
Chiến tranh Thế giới thứ hai nổ ra vào ngày 3 tháng 9 năm 1939 khi Pháp tuyên chiến với Đức. Các diễn tiến tiếp theo đã làm lệch cán cân quân sự tại Viễn Đông, khi Anh Quốc buộc phải cho rút hầu hết lực lượng Trạm Trung Quốc của họ để tăng cường cho Hạm đội Nhà và Hạm đội Địa Trung Hải. Whipple hoạt động Tuần tra Trung lập ngoài khơi Philippines cho đến năm 1941, khi Đô đốc Thomas C. Hart chuẩn bị cho Hạm đội Á Châu nhỏ bé của mình sẵn sàng cho chiến tranh.

### Thế Chiến II

#### 1941
Vào ngày 25 tháng 11 năm 1941, hai ngày trước khi có "cảnh báo chiến tranh" về một hành động thù địch có thể có từ phía Nhật Bản tại Thái Bình Dương trở nên rõ rệt – Đô đốc Hart cho tách Đội khu trục 58 của Whipple, cùng với Black Hawk, đi đến Balikpapan, Borneo, để phân tán lực lượng tàu nổi trong hạm đội của ông khỏi các vị trí mong manh trong phạm vi vịnh Manila. Tại đây, nó chờ đợi mệnh lệnh mới khi chiến tranh nổ ra vào ngày 8 tháng 12 năm 1941 (7 tháng 12 theo giờ địa phương phía Đông đường đổi ngày) khi Hải quân Đế quốc Nhật Bản bất ngờ tấn công Trân Châu Cảng. Nguyên được dự tính sẽ gia nhập Lực lượng Z của Hải quân Hoàng gia Anh hình thành chung quanh thiết giáp hạm HMS Prince of Wales và tàu chiến-tuần dương HMS Repulse, nhiệm vụ của Whipple bị hủy bỏ khi máy bay ném bom tầm cao và máy bay ném bom-ngư lôi của Nhật cất cánh từ Sài Gòn, Đông Dương thuộc Pháp đã đánh chìm cả hai chiếc tàu chiến chủ lực trên tại biển Hoa Nam ngoài khơi Kuantan, Malaya, vào ngày 10 tháng 12. Nó đi đến Singapore vào ngày 11 tháng 12, và lại khởi hành vào ngày 14 tháng 12, hướng sang Đông Ấn thuộc Hà Lan.

#### 1942
Chiến đấu trong một cuộc chiến phòng thủ vô vọng trước một đối phương di chuyển linh hoạt và được tổ chức tốt, lực lượng của Bộ chỉ huy Mỹ-Anh-Hà Lan-Australia (ABDA) phải đối đầu với những trở ngại lớn khi rút lui về "Hàng rào Mã Lai". Vào lúc này, Whipple thực hiện nhiệm vụ tuần tra và hộ tống cho đến tháng 2 năm 1942. Vào ngày 12 tháng 2, nó khởi hành từ vịnh Prigi, Java trong hoàn cảnh sương mù dày đặc, để đi Tjilatjap thuộc bờ biển phía Nam của Java. Nó bị va chạm với chiếc tàu tuần dương hạng nhẹ HNLMS De Ruyter; khi con tàu Hà Lan lù lù xuất hiện từ bóng đêm, Whipple đã bẻ hết lái sang mạn trái để né tránh, một hành động giúp nó tránh được hư hại nặng hơn. Vào ụ tàu tại Tjilatjap vào ngày 13 tháng 2, hư hại của nó được đánh giá là nhẹ, và nó tiếp tục hoạt động cùng hạm đội.
Lúc 16 giờ 40 phút ngày 26 tháng 2, Whipple cùng tàu chị em Edsall khởi hành từ Tjilatjap để gặp gỡ chiếc tàu tiếp liệu thủy phi cơ Langley ngoài khơi bờ biển phía Nam Java. Gặp nhau lúc 06 giờ 29 phút sáng hôm sau, các tàu khu trục nhận vị trí hộ tống nhằm bảo vệ cho Langley, nguyên là tàu sân bay đầu tiên của Hải quân Hoa Kỳ, đang vận chuyển một lô máy bay tiêm kích nhằm tăng cường việc phòng thủ Java. Đến 11 giờ 50 phút, trinh sát viên phát hiện chín máy bay ném bom tầm cao đối phương tiếp cận từ phía Đông; bốn phút sau một loạt bom nổ vây quanh Langley, rõ ràng là mục tiêu chú ý của quân Nhật. Trong một đợt tấn công thứ hai sau giữa trưa, cả ba con tàu dựng lên một màn hỏa lực phòng không dày đặc. Tuy nhiên, việc cơ động lẩn tránh của Langley không đủ để nó thoát khỏi tấn công; đến 12 giờ 12 phút, sau khi trúng nhiều quả bom, chiếc tàu sân bay cũ bắt đầu bốc cháy.

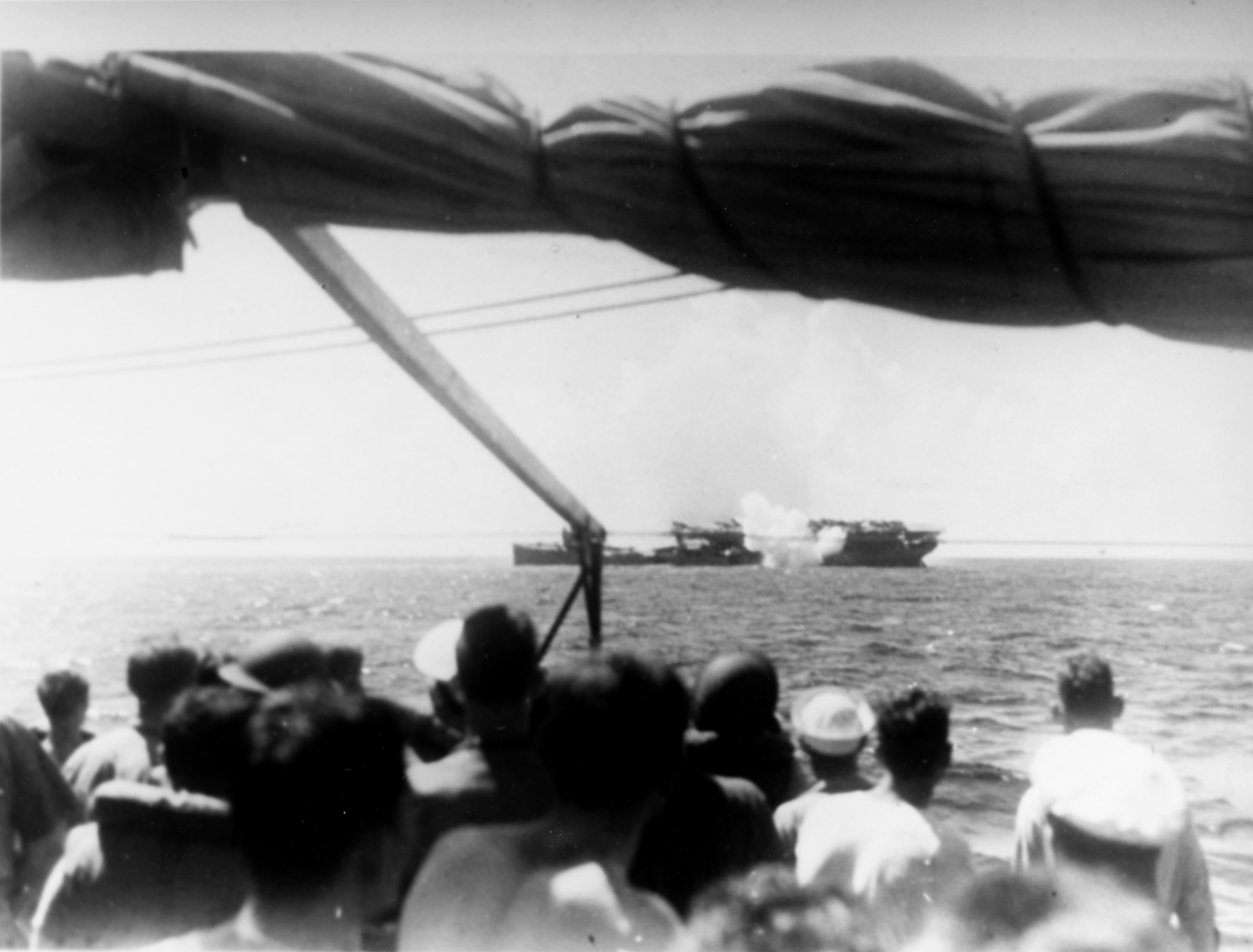
Một quả ngư lôi của Whipple đang đánh trúng.

Whipple ngừng bắn lúc 12 giờ 24 phút khi những kẻ tấn công rút lui về phía Bắc. Nó đổi hướng và tiếp cận Langley để đánh giá thiệt hại của chiếc tàu tiếp liệu thủy phi cơ. Không lâu sau đó, bốn máy bay tiêm kích Nhật quần thảo bên trên các con tàu, một chiếc bị hư hại bởi hỏa lực phòng không. Langley bị bỏ lại lúc 13 giờ 25 phút, và Whipple tiến đến gần để cứu giúp những người sống sót, sử dụng hai chiếc bè cứu sinh của tàu khu trục, một số dây cáp và lưới treo bên mạn. Giữ ở khoảng cách 25 yd (23 m) từ con tàu đang chìm, nó vớt được khoảng 308 người là thành viên thủy thủ đoàn của Langley lẫn nhân sự Lục quân thuộc những máy bay Curtiss P-40 được chở trên sàn con tàu bị đắm. Đến 13 giờ 58 phút, công việc hoàn tất, và Whipple lùi ra xa để kết liễu Langley nhằm tránh khỏi rơi vào tay đối phương. Nó nổ súng lúc 14 giờ 29 phút, và sau 9 phát đạn pháo 4 inch cùng hai quả ngư lôi, Langley ngày càng ngập sâu hơn dưới nước nhưng chưa chìm hẳn. Tuy nhiên, mệnh lệnh đưa ra buộc Whipple và Edsall phải rút lui trước khi có thể có các cuộc ném bom khác của đối phương.
Whipple rút lui khỏi khu vực và hẹn gặp gỡ tàu chở dầu Pecos gần đảo Christmas để chuyển các phi công Lục quân sang chiếc tàu chở dầu. Lúc 10 giờ 20 phút ngày 27 tháng 2, ba máy bay ném bom hai động cơ Nhật Bản đã tấn công đảo Christmas, một chiếc phát hiện thấy Whipple và đã ném một loạt bom vốn không trúng vào chiếc tàu khu trục đang cơ động lẩn tránh nhanh nhẹn. Vào ngày 28 tháng 2, Whipple bắt đầu chuyển những người sống sót của Langley sang Pecos, hoàn tất nhiệm vụ lúc 08 giờ 00. Trong khi một tàu khu trục thực hiện chuyển người, chiếc kia tuần tra vòng quanh để chống tàu ngầm. Khi công việc hoàn tất, chúng tách ra khỏi chiếc tàu chở dầu, và đổi hướng do đoán trước một mệnh lệnh rút lui khỏi Java.
Whipple chuẩn bị gửi một bức điện liên quan đến những mệnh lệnh này, khi sĩ quan truyền tin chính của tàu nhận được một lời kêu cứu qua vô tuyến từ Pecos vốn đang bị máy bay ném bom Nhật tấn công gần đảo Christmas. Whipple vội vã đi đến hiện trường để trợ giúp nếu có thể. Trong suốt buổi xế chiều, trong khi chiếc tàu khu trục tiếp cận chiếc tàu chở dầu, mọi người trên tàu chuẩn bị thắt nút dây và lưới hàng hóa sử dụng vào việc cứu vớt những người sống sót. Nó chuyển sang báo động trực chiến lúc 19 giờ 22 phút sau khi thấy nhiều đốm ánh sáng ở cả hai bên mũi tàu; nó đi chậm lại và bắt đầu cứu vớt những người sống sót từ chiếc Pecos. Sau khi phải ngắt ngang việc cứu hộ để tấn công bất thành một tàu ngầm đối phương được cho là đang ở gần đó, nó quay trở lại nhiệm vụ cho đến khi nó vớt được tổng cộng 231 người từ chiếc tàu chở dầu. Whipple sau đó rời khu vực, tin rằng một tàu sân bay đối phương đang ở gần. Chỉ trong vòng vài ngày, Java rơi vào tay quân Nhật vốn đang dần dần củng cố vị thế của Khối Thịnh vượng chung Đại Đông Á. Whipple gia nhập phần còn lại của Hạm đội Á Châu tại vùng biển Australia.

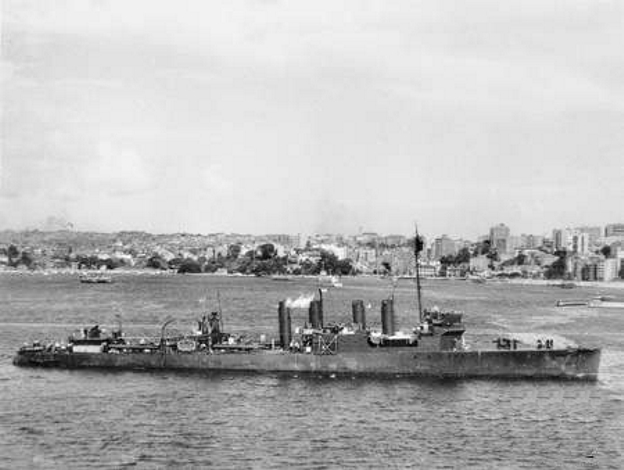
USS Whipple tại Sydney, 1942.

Đi đến Melbourne, Australia vào ngày 23 tháng 3, Whipple hoạt động cùng các tàu chiến của Hải quân Hoàng gia Australia và New Zealand trong các hoạt động hộ tống đoàn tàu vận tải dọc theo Rạn san hô Great Barrier cho đến ngày 2 tháng 5. Nó rời Sydney vào ngày hôm đó để hướng đi New Hebrides Islands, American Samoa và Hawaii, đi đến Trân Châu Cảng vào ngày 6 tháng 6. Cùng với tàu chị em Alden, nó rời Trân Châu Cảng vào ngày 8 tháng 6 để đi San Francisco, hộ tống một đoàn tàu vận tải hướng sang phía Đông để đi vùng bờ Tây, đến nơi vào ngày 18 tháng 6. Trong khi được đại tu và sửa chữa tại Xưởng hải quân Mare Island, trọng lượng nặng bên trên của chiếc tàu khu trục được ̣ cắt giảm khi các khẩu súng máy 20 mm phòng không được trang bị thay thế hai dàn ống phóng ngư lôi.

#### 1943
Được cải biến cho công việc hộ tống vận tải, Whipple lại ra khơi, thực hiện lượt đầu tiên trong bảy chuyến đi khứ hồi hộ tống các đoàn tàu vận tải đi từ vùng bờ Tây đến khu vực Hawaii, vốn kéo dài cho đến mùa Xuân năm 1943. Rời vịnh San Francisco vào ngày 11 tháng 5 năm 1943, nó lên đường đi sang vùng biển Caribe cùng một đoàn tàu vận tải, băng qua kênh đào Panama để đi đến vịnh Santa Anna ở Curaçao, Tây Ấn thuộc Hà Lan. Sau khi các tàu hàng đã được chất dỡ, đoàn tàu tiếp tục đi, Cuba đi đến Căn cứ Hải quân vịnh Guantánamo vào ngày 29 tháng 5. Từ đây, nó hộ tống một đoàn tàu vận tải đi, rồi quay trở về căn cứ tại Cuba vào ngày 19 tháng 6 trước đi hướng lên phía Bắc, đi vào Xưởng hải quân New York để sửa chữa.
Khởi hành từ New York vào ngày 10 tháng 7, Whipple hộ tống một nhóm tàu đi đến điểm gặp gỡ và gia nhập một đoàn tàu vận tải để hướng sang Casablanca, French Morocco và Gibraltar. Quay trở về Charleston, South Carolina vào ngày 27 tháng 8, chiếc tàu khu trục lại ra khơi vào ngày 7 tháng 9 trong thành phần một đoàn tàu kéo đi chậm, đi ngang qua vùng biển Caribe đến Recife, Brazil. Nó hướng lên phía Bắc không lâu sau đó, hộ tống một đoàn tàu vận tải đi Trinidad, rồi đi dọc bờ Đông để đến Charleston, đến nơi vào ngày 19 tháng 11. Sau một chuyến hộ tống vận tải khác từ Norfolk đến vịnh Guantánamo và vùng kênh đào Panama, nó tham gia cùng ba tàu khu trục khác vào đội đặc nhiệm chống tàu ngầm được hình thành chung quanh tàu sân bay hộ tống Guadalcanal (CVE-60).

#### 1944
Khởi hành từ Norfolk vào ngày 5 tháng 1 năm 1944, đội đặc nhiệm tiến ra khơi để săn tìm tàu ngầm U-boat Đức Quốc xã hoạt động tại Đại Tây Dương. Vào ngày 16 tháng 1, máy bay của Guadalcanal phát hiện ba chiếc U-boat đang tiếp nhiên liệu trên mặt nước cách khoảng 300 dặm ngoài khơi Flores. Những chiếc máy bay ném bom-ngư lôi TBF Avenger cất cánh từ tàu sân bay đã tấn công, đánh chìm được U-544. Sau khi được tiếp nhiên liệu tại Casablanca, đội đặc nhiệm trở ra khơi, tiếp tục truy tìm tàu ngầm đối phương dọc các tuyến hàng hải, cho đến khi quay trở về Norfolk vào ngày 16 tháng 2. Được cho tách khỏi đội đặc nhiệm chống tàu ngầm không lâu sau đó, Whipple được sửa chữa tại Xưởng hải quân Boston.
Vào ngày 13 tháng 3, Whipple rời vùng bờ Đông cùng với Đoàn tàu UGS-36 để hướng sang Địa Trung Hải. Vào sáng sớm ngày 1 tháng 4, máy bay ném bom Đức Dornier Do 217 và Junkers Ju 88 tiếp cận nhanh ở độ cao thấp tấn công vào đoàn tàu. Duy trì hỏa lực phòng không dày đặc bằng các khẩu đội 20 mm, nó thành công trong việc ngăn chặn khoảng 30 máy bay đối phương và giữ cho đoàn tàu vận tải không bị hư hại. Đi đến Bizerte, Tunisia vào ngày 3 tháng 4, chiếc tàu khu trục sau đó quay trở về Norfolk vào ngày 30 tháng 4.

#### 1945
Trong thời gian còn lại của năm 1944 và mùa Xuân năm 1945, nó tiếp tục thực hiện nhiệm vụ hộ tống vận tải ngoài khơi bờ Đông, vượt Đại Tây Dương đến Casablanca, và thỉnh thoảng đi đến vùng biển Caribe.
Đi đến New London, Connecticut vào ngày 6 tháng 6 năm 1945, Whipple được xếp lại lớp như một tàu phụ trợ với ký hiệu lườn AG-117. Sau khi hoạt động như một tàu mục tiêu để thực hành tàu ngầm ngoài khơi New London, nó đi vào Xưởng hải quân New York vào ngày 9 tháng 7 để cải tiến thành một tàu mục tiêu tốc độ cao. Vào ngày 5 tháng 8, nó rời New York để nhận nhiệm vụ tại khu vực Thái Bình Dương. Sau khi băng qua kênh đào Panama, nó đi ngang qua San Diego để hướng đến Hawaii, và đi đến Trân Châu Cảng vào ngày 30 tháng 8. Con tàu đã phục vụ như tàu mục tiêu để huấn luyện tàu ngầm cho đến ngày 21 tháng 9.
Không còn nhu cầu sử dụng khi chiến tranh kết thúc, Whipple rời Trân Châu Cảng để quay trở về vùng bờ Đông, đi đến Philadelphia vào ngày 18 tháng 10. Nó được cho xuất biên chế vào ngày 9 tháng 11 năm 1945; tên nó được cho rút khỏi danh sách Đăng bạ Hải quân vào ngày 5 tháng 12; và lườn tàu được bán cho hãng Northern Metals Company tại Philadelphia để tháo dỡ vào ngày 30 tháng 9 năm 1947.

## Phần thưởng
Whipple được tặng thưởng hai Ngôi sao Chiến trận do thành tích phục vụ trong Chiến tranh Thế giới thứ hai.